# Johann Karl Wezel

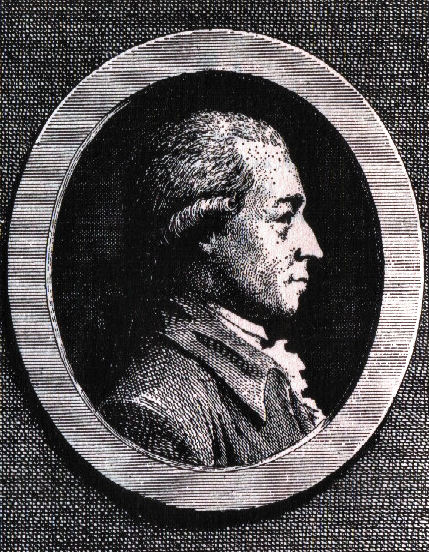
Wezel, Kupferstich von Christian Gottlieb Geyser

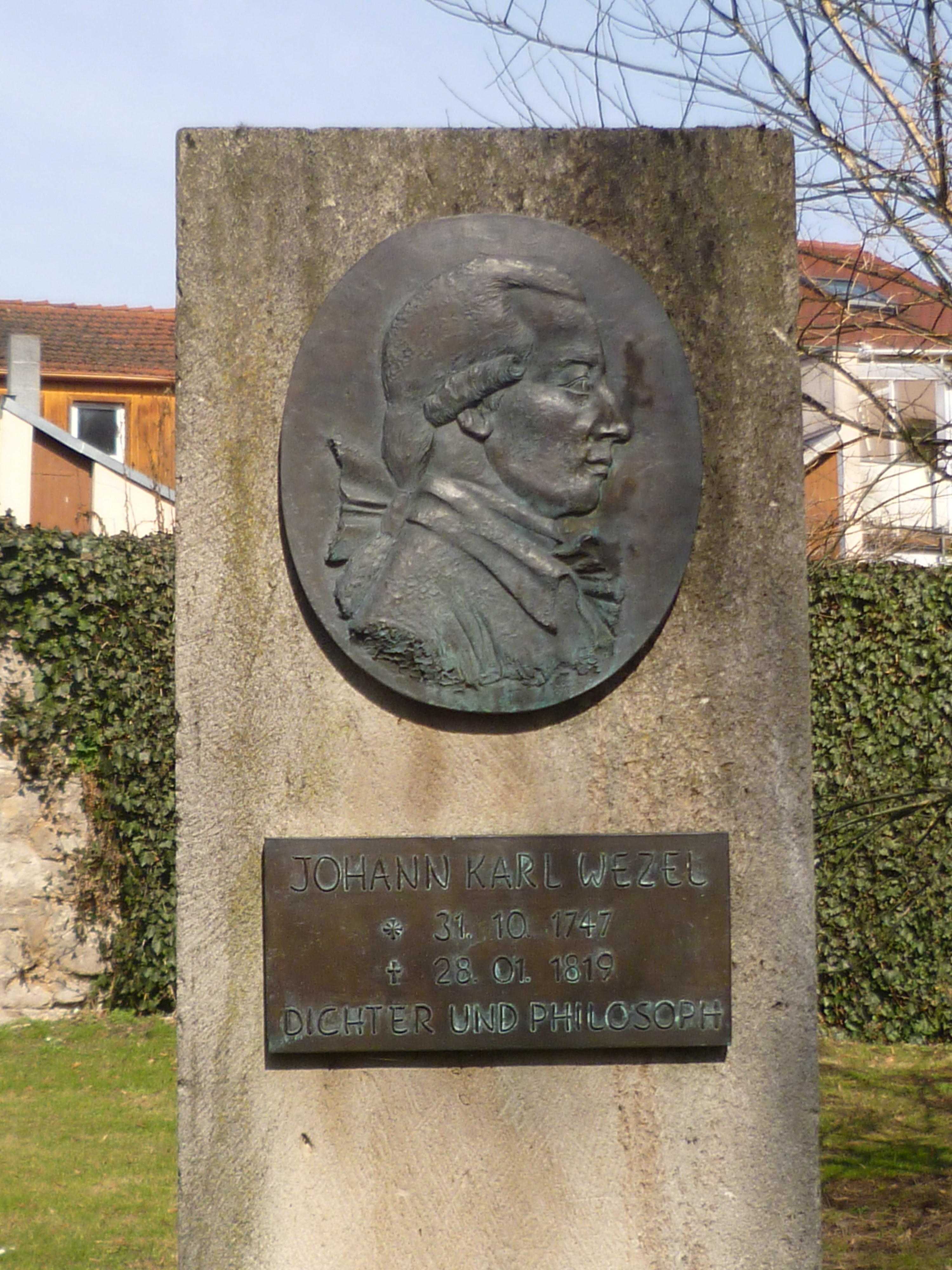
Wezel-Gedenkstele auf dem Gottesacker in Sondershausen

Johann Karl Wezel (auch: Carl; auch: Wetzel, * 31. Oktober 1747 in Sondershausen; † 28. Januar 1819 ebenda) war ein deutscher Dichter, Schriftsteller, Übersetzer aus dem Englischen und Pädagoge der späten Aufklärung.

## Leben
Johann Karl Wezel war der Sohn eines höfisch beamteten Kochs bäuerlicher Herkunft. Früh zeigte Wezel musikalische und dichterische Begabung und wurde durch Nikolaus Dietrich Giseke gefördert, in dessen Haus er auch übersiedelte, als er 1764 in Leipzig ein Studium der Theologie begann. Bald ergänzte er seine Fächer um Jura, Philosophie und Philologie.
Christian Fürchtegott Gellert vermittelte Wezel, der ohne Studienabschluss sich dem Studium von Locke, Voltaire und La Mettrie zuwandte, eine Stelle als Hofmeister beim Freiherrn von Schönberg in Bautzen/Trattlau, wo er bis 1775 blieb. Nach 1776 war er als Kritiker ein Mitarbeiter an der „Neuen Bibliothek der schönen Wissenschaften und freien Künste“. Wezel erfuhr starke Unterstützung durch Christoph Martin Wieland, mit dem er sich später zerstritt.
Wezel bereiste Sankt Petersburg, Paris und London, er war von 1782 bis 1784 Theaterdichter in Wien und kehrte wahrscheinlich 1793 an seinen Geburtsort Sondershausen zurück. Während der letzten beiden Jahrzehnte seines Lebens befand er sich wohl in einer Lebenskrise, ausgelöst von gesellschaftlicher Isolierung, finanziellen Schwierigkeiten und schriftstellerischen Kontroversen. Er wurde mehrfach psychiatrischen Behandlungen unterzogen, im Juni 1800 bei Samuel Hahnemann in Altona. Ob und in welchem Umfang er in dieser Zeit noch schrieb, ist unbekannt; seine Manuskripte wurden mehrfach gestohlen. Bücher, die in dieser Zeit unter seinem Namen erschienen, sind zumeist untergeschoben; ob sie auch Anteile der gestohlenen Manuskripte enthalten, ist unerforscht.
Das „Wezel-Haus“ in Sondershausen, in dem Wezel seine letzten acht Lebensjahre verbrachte, wurde 1986 abgerissen. Heute befindet sich dort eine Metallstele und die Straße führt seinen Namen.
Wezel war einer der ersten Autoren, die allein von ihrem Schreiben leben konnten. Einige seiner Bücher waren große Erfolge, so vor allem Hermann und Ulrike. Trotzdem war er schon zu Lebzeiten fast vollkommen vergessen. Hermann Marggraff widmete 1837 in seiner Sammlung Bücher und Menschen dem „Sonderling von Sondershausen“ einen längeren Essay. Wiederentdeckt wurde Wezel zu Beginn der 1920er Jahre von Carl Georg von Maassen, der in seiner Zeitschrift „Der grundgescheute Antiquarius“ einen großen Wezel-Essay veröffentlichte und „Hermann und Ulrike“ im Georg Müller Verlag neu edierte.
Arno Schmidt, dessen „Entdeckungen“ Maassen allgemein viel verdanken (auf etliche der „haidnischen Alterthümer“ hatte dieser schon Jahrzehnte vor Schmidt hingewiesen), brachte Wezel 1959 mit dem Funkessay Belphegor oder Wie ich euch hasse erneut in Erinnerung.

## Werk
Wezel schrieb anfangs Gedichte, aber auch Romane, Lustspiele und Satiren. Seine Arbeiten sind unter anderem beeinflusst von Henry Fielding, Tobias G. Smollett und Laurence Sterne. Wezels satirischer Roman Belphegor gilt als Gegenstück zu Voltaires Candide und Jonathan Swifts Gullivers Reisen. Der Idealist Belphegor reist zusammen mit seinen Freunden Medardus und Fromal und ihrer ehemaligen Mätresse Akante durch die von Schrecken und Grausamkeit geprägte Welt und zieht sich desillusioniert in ein kleines von der Außenwelt abgeschlossenes Utopia in Virginia zurück.
Wezel verfasste neben seinen literarischen Arbeiten auch einen eigenständigen Beitrag zur neuen Wissenschaft Anthropologie, was ihn unter seinen Zeitgenossen einzigartig macht. Er kritisiert Ernst Platners philosophische Medizin, die sich noch auf metaphysische Auffassungen der Seele beruft. Wezel selbst plädiert für ein neues, empirisch-psychologisches Verständnis der Seele. Mit Platner führte er darüber eine öffentliche Polemik. Selbst betreibt er jedoch eine schriftstellerische Beschreibung der Affekte und Leidenschaften in Anlehnung an die Experimentalseelenlehre (1756) Johann Gottlob Krügers. Für Wezel ist der „Nervensaft“ das Mittelglied zwischen Seele und Leib. In seiner Pädagogik steht Wezel den Erziehungsideen des Dessauer Philanthropins nahe, wo die Erziehung des Menschen nicht nach der Vorstellung eines normierten, perfekten Ideals, sondern nach pragmatischen Gesichtspunkten zur Ausbildung einer individuellen Persönlichkeit verstanden wurde.

## Schriften

### Einzelwerke (Auswahl)
Wezels Werke sind zu seinen Lebzeiten fast alle anonym erschienen.
- Filibert und Theodosia. Leipzig 1772.
- Lebensgeschichte Tobias Knauts, des Weisen, sonst der Stammler genannt: aus Familiennachrichten gesammelt. Leipzig 1773–1776.
- Der Graf von Wickham. Leipzig 1774.
- Epistel an die deutschen Dichter. Leipzig 1775.
- Belphegor oder Die wahrscheinlichste Geschichte unter der Sonne. Roman. 2 Bände, Leipzig 1776 (Bd. 1 als Digitalisat und Volltext im Deutschen Textarchiv, Bd. 2 als Digitalisat und Volltext im Deutschen Textarchiv).
- Satirische Erzählungen. Leipzig 1777–1778.
- Appellation der Vokalen an das Publikum. Frankfurt/Leipzig 1778.
- Peter Marcks, eine Ehestandsgeschichte. Leipzig 1778.
- Lustspiele. Leipzig 1778–1787.
- Die wilde Betty. Leipzig 1779.
- Zelmor und Ermide. Leipzig 1779.
- Tagebuch eines neuen Ehmanns. Frankfurt/Leipzig 1779.
- Robinson Krusoe Neu bearbeitet. Leipzig 1779.
- Herrmann und Ulrike. Komischer Roman. 4 Bände, Leipzig 1780.
  - Neuausgabe: Herrmann und Ulrike. (= Die Andere Bibliothek, Band 411/412). Die Andere Bibliothek (Aufbau Verlag), Berlin 2019, ISBN 978-3-8477-0411-9.
- Über Sprache, Wißenschaften und Geschmack der Teutschen. Leipzig 1781.
- Meine Auferstehung. o. O. 1782.
- Wilhelmine Arend oder die Gefahren der Empfindsamkeit. Dessau 1782.
- Kakerlak, oder Geschichte eines Rosenkreuzers aus dem vorigen Jahrhunderte. Leipzig 1784.
- Versuch über die Kenntniß des Menschen. 2 Bde. Leipzig 1784/85.

Von einem anonymen, gelehrten Verfasser eine Fälschung unter dem Namen Wezels:
- Werke des Wahnsinns: von Wezel dem Gott-Menschen. Erfurt 1804/05.

### Werkausgaben
- Kritische Schriften: Hrsg. von Albert R. Schmitt, Phillip McKnight, 3 Bde. Stuttgart 1971–1975.
- Pädagogische Schriften. Hrsg. von Phillip McKnight. Frankfurt am Main 1996.
- Gesamtausgabe in acht Bänden. Hrsg. von Klaus Manger, Jutta Heinz u. a. Mattes Verlag, Heidelberg 1997 ff. (bis 2022 sechs Bände erschienen).
- Bekenntnisse eines glücklichen Skeptikers. Ein Johann-Karl-Wezel-Lesebuch. Zusammengestellt und mit einer Einleitung herausgegeben von Jutta Heinz. Heidelberg 2019.

### Wezel-Jahrbücher
ISSN 1438-4035
- Wezel-Jahrbuch 1998. Studien zur europäischen Aufklärung. Hrsg. v. Philipp S. McKnight. Wehrhahn, Laatzen 1998, ISBN 3-932324-71-4.
- Wezel-Jahrbuch 1999. Hrsg. v. Philipp S. McKnight. Laatzen 2000, ISBN 3-932324-72-2.
- Wezel-Jahrbuch 2000. Hrsg. v. Philipp S. McKnight. Laatzen 2001, ISBN 3-932324-73-0.
- Wezel-Jahrbuch 2001. Hrsg. v. Vorstand der Johann-Karl-Wezel-Gesellschaft. Laatzen 2002, ISBN 3-932324-74-9.
- Wezel-Jahrbuch 2002. Hrsg. v. Jutta Heinz und Cornelia Ilbrig. Laatzen 2004, ISBN 3-932324-88-9.
- Wezel-Jahrbuch 2003/2004. Hrsg. v. Jutta Heinz und Cornelia Ilbrig. Laatzen 2005, ISBN 3-86525-006-8.
- Wezel-Jahrbuch 2005. Hrsg. v. Jutta Heinz und Cornelia Ilbrig. Laatzen 2006, ISBN 3-86525-034-3.
- Wezel-Jahrbuch 2006. Hrsg. v. Jutta Heinz und Cornelia Ilbrig. Laatzen 2007, ISBN 3-86525-062-9.
- Wezel-Jahrbuch 2007/08. Hrsg. v. Jutta Heinz und Cornelia Ilbrig. Hannover 2009, ISBN 978-3-86525-089-6.
- Wezel-Jahrbuch 2009/10. Hrsg. v. Rainer Godel, Matthias Löwe. Wehrhahn, Hannover 2011, ISBN 978-3-86525-228-9.
- Wezel-Jahrbuch 2011/12. Hrsg. v. Cornelia Ilbrig und Sikander Singh. Wehrhahn, Hannover 2013, ISBN 978-3-86525-319-4.
- Wezel-Jahrbuch 2020/2021. Hrsg. v. Martin Bojda und Jutta Heinz. Wehrhahn, Hannover 2021, ISBN 978-3-86525-887-8.

### Forschung (Auswahl)
- Kurt Adel: Johann Karl Wezel. Ein Beitrag zur Geistesgeschichte der Goethezeit. Wien 1968.
- Bernhard Anemüller: Wezel, Johann Karl. In: Allgemeine Deutsche Biographie (ADB). Band 42, Duncker & Humblot, Leipzig 1897, S. 292 f.
- H[endrik] B[ärnighausen]: Wezel, Johann Karl. In: Lebenswege in Thüringen. Vierte Sammlung. Jena 2011, ISBN 978-3-939718-57-4, S. 353–362.
- Pascal Bizard: „Welche Seite der Welt soll man jungen Leuten zeigen?“ Die literarische Reflexion pädagogischer Konzepte in Prosatexten Johann Karl Wezels. Diss. phil. Universität Freiburg i. Br. 2007 (Volltext).
- Irene Boose (Hrsg.): Warum Wezel? Zum 250. Geburtstag eines Aufklärers. Heidelberg 1997.
- Karl Joseph Bouginé: Johann Carl Wetzel. In: Handbuch der allgemeinen Litterargeschichte nach Heumanns Grundriß. 5. Band. Orell Füssli, Zürich 1792, S. 71f.[1].
Nachdruck bei Hansebooks, Norderstedt 2017, ISBN 978-3-7434-6613-5.
- Jutta Heinz: Johann Karl Wezel (= Meteore, 4.) Hgg. Alexander Košenina, Nikola Roßbach, Franziska Schößler. Wehrhahn, Hannover 2010.
- Jutta Heinz (unter Mitarbeit von Helmut Köhler): Eine große Persönlichkeit in Sondershausen: Johann Karl Wezel (1747–1819) Sondershausen 2019.
- Cornelia Ilbrig: Aufklärung im Zeichen eines „glücklichen Skepticismus“. Johann Karl Wezels Werk als Modellfall für literarische Skepsis in der späten Aufklärung. Wehrhahn, Hannover 2007, ISBN 3-86525-046-7.
- Irene Karpenstein-Eßbach: Johann Karl Wezel als Treffpunkt aufklärerischer Energien aus der Perspektive des New Historicism. Deutsche Vierteljahrsschrift für Literaturwissenschaft und Geistesgeschichte, DVJS, 77, 2003, S. 564–590.
- Alexander Košenina (Hrsg.): Johann Karl Wezel (1747–1819). Röhrig, St. Ingbert 1997.
- Friedrich Carl Ludloff (Schriftsteller): Über Wezel, den Schriftsteller. Sondershausen 1804.
- Hermann Marggraff: J. K. Wezel, der Sonderling von Sondershausen. Nebst Marginalien aus der neueren Zeit von Bernhard Langer. Fulda 1997.
- Christoph Neubert: Wezel: Autor, Werk, Konstruktionen. Studien zur Kulturpoetik, 11. Hgg. Torsten Hahn, Erich Kleinschmidt, Nicolas Pethes. Königshausen & Neumann, Würzburg 2008, ISBN 3-8260-3695-6.
- Hans-Peter Nowitzki: Der wohltemperierte Mensch. Aufklärungsanthropologien im Widerstreit. Walter de Gruyter, Berlin 2003 (interdisziplinär angelegte Dissertation zu den philosophisch-anthropologischen Anschauungen Wezels).
- Arno Schmidt: Belphegor oder Wie ich Euch hasse. Funkessay, 1959. In: Das essayistische Werk zur deutschen Literatur, 1. Haffmans, Bargfeld 1988, S. 191–222.
- Martin-Andreas Schulz: Johann Karl Wezel. Literarische Öffentlichkeit und Erzählen. Untersuchungen zu seinem literarischen Programm und dessen Umsetzung in seinen Romanen. Wehrhahn, Hannover 2000, ISBN 3-932324-90-0.
- André Thiele: Von der Kraft kleiner Gaben. In: Konkret, 8, 1998.
- Constantin von Wurzbach: Wetzel, Johann Karl I.. In: Biographisches Lexikon des Kaiserthums Oesterreich. 55. Theil. Kaiserlich-königliche Hof- und Staatsdruckerei, Wien 1887, S. 183–186 (Digitalisat).